# Liste des communes de la Mayenne
Pour les autres listes de communes françaises, voir Listes des communes de France.
| - La Mayenne en France métropolitaine. - Carte des communes de la Mayenne. |

Cet article liste les 240 communes du département français de la Mayenne au 1er janvier 2025.

## Historique
Le département de la Mayenne a été créé le 4 mars 1790 en application de la loi du 22 décembre 1789.
En 2018, à la suite de la création de sept communes nouvelles depuis 2016, leur nombre est passé de 261 à 254. En 2019, à la suite de la création de six communes nouvelles, leur nombre est passé de 254 à 242. En 2021, à la suite de la création de la commune nouvelle de Vimartin-sur-Orthe, le nombre de communes est passé de 242 à 240.

## Liste des communes
Le tableau suivant donne la liste des communes au 1er janvier 2025, en précisant leur code Insee, leur code postal principal, leur arrondissement, leur canton, leur intercommunalité, leur superficie, leur population et leur densité, d'après les chiffres de l'Insee issus du recensement 2022,.
| Nom                         | Code Insee | Code postal | Arrondissement  | Canton                                                      | Intercommunalité              | Superficie (km2) | Population (dernière pop. légale) | Densité (hab./km2) | Modifier                                    |
| --------------------------- | ---------- | ----------- | --------------- | ----------------------------------------------------------- | ----------------------------- | ---------------- | --------------------------------- | ------------------ | ------------------------------------------- |
| Laval (préfecture)          | 53130      | 53000       | Laval           | Laval-1 Laval-2 Laval-3                                     | CA Laval Agglomération        | 34,22            | 49 474 (2022)                     | 1 446              | modifier les données · modifier les données |
| Ahuillé                     | 53001      | 53940       | Laval           | L'Huisserie                                                 | CA Laval Agglomération        | 29,87            | 1 864 (2022)                      | 62                 | modifier les données · modifier les données |
| Alexain                     | 53002      | 53240       | Mayenne         | Mayenne                                                     | CC Mayenne Communauté         | 16,24            | 612 (2022)                        | 38                 | modifier les données · modifier les données |
| Ambrières-les-Vallées       | 53003      | 53300       | Mayenne         | Gorron                                                      | CC du Bocage Mayennais        | 38,78            | 2 603 (2022)                      | 67                 | modifier les données · modifier les données |
| Andouillé                   | 53005      | 53240       | Mayenne         | Ernée                                                       | CC de l'Ernée                 | 36,54            | 2 324 (2022)                      | 64                 | modifier les données · modifier les données |
| Argentré                    | 53007      | 53210       | Laval           | Bonchamp-lès-Laval                                          | CA Laval Agglomération        | 36,77            | 2 908 (2022)                      | 79                 | modifier les données · modifier les données |
| Aron                        | 53008      | 53440       | Mayenne         | Lassay-les-Châteaux                                         | CC Mayenne Communauté         | 32,85            | 1 830 (2022)                      | 56                 | modifier les données · modifier les données |
| Arquenay                    | 53009      | 53170       | Château-Gontier | Meslay-du-Maine                                             | CC du Pays de Meslay-Grez     | 25,25            | 672 (2022)                        | 27                 | modifier les données · modifier les données |
| Assé-le-Bérenger            | 53010      | 53600       | Mayenne         | Évron                                                       | CC des Coëvrons               | 11,68            | 419 (2022)                        | 36                 | modifier les données · modifier les données |
| Astillé                     | 53011      | 53230       | Château-Gontier | Cossé-le-Vivien                                             | CC du Pays de Craon           | 20,73            | 887 (2022)                        | 43                 | modifier les données · modifier les données |
| Athée                       | 53012      | 53400       | Château-Gontier | Cossé-le-Vivien                                             | CC du Pays de Craon           | 17,23            | 453 (2022)                        | 26                 | modifier les données · modifier les données |
| Averton                     | 53013      | 53700       | Mayenne         | Villaines-la-Juhel                                          | CC du Mont des Avaloirs       | 40,62            | 555 (2022)                        | 14                 | modifier les données · modifier les données |
| La Baconnière               | 53015      | 53240       | Mayenne         | Ernée                                                       | CC de l'Ernée                 | 27,36            | 1 964 (2022)                      | 72                 | modifier les données · modifier les données |
| Bais                        | 53016      | 53160       | Mayenne         | Évron                                                       | CC des Coëvrons               | 26,23            | 1 220 (2022)                      | 47                 | modifier les données · modifier les données |
| Ballots                     | 53018      | 53350       | Château-Gontier | Cossé-le-Vivien                                             | CC du Pays de Craon           | 36,01            | 1 298 (2022)                      | 36                 | modifier les données · modifier les données |
| Bannes                      | 53019      | 53340       | Château-Gontier | Meslay-du-Maine                                             | CC du Pays de Meslay-Grez     | 8,32             | 119 (2022)                        | 14                 | modifier les données · modifier les données |
| La Bazoge-Montpinçon        | 53021      | 53440       | Mayenne         | Lassay-les-Châteaux                                         | CC Mayenne Communauté         | 8,44             | 966 (2022)                        | 114                | modifier les données · modifier les données |
| La Bazouge-de-Chemeré       | 53022      | 53170       | Château-Gontier | Meslay-du-Maine                                             | CC du Pays de Meslay-Grez     | 24,84            | 495 (2022)                        | 20                 | modifier les données · modifier les données |
| La Bazouge-des-Alleux       | 53023      | 53470       | Mayenne         | Évron                                                       | CC des Coëvrons               | 18,10            | 550 (2022)                        | 30                 | modifier les données · modifier les données |
| Bazougers                   | 53025      | 53170       | Château-Gontier | Meslay-du-Maine                                             | CC du Pays de Meslay-Grez     | 31,72            | 1 086 (2022)                      | 34                 | modifier les données · modifier les données |
| Beaulieu-sur-Oudon          | 53026      | 53320       | Laval           | Loiron-Ruillé                                               | CA Laval Agglomération        | 19,73            | 500 (2022)                        | 25                 | modifier les données · modifier les données |
| Beaumont-Pied-de-Bœuf       | 53027      | 53290       | Château-Gontier | Meslay-du-Maine                                             | CC du Pays de Meslay-Grez     | 13,31            | 203 (2022)                        | 15                 | modifier les données · modifier les données |
| Belgeard                    | 53028      | 53440       | Mayenne         | Lassay-les-Châteaux                                         | CC Mayenne Communauté         | 13,01            | 560 (2022)                        | 43                 | modifier les données · modifier les données |
| Bierné-les-Villages         | 53029      | 53290       | Château-Gontier | Château-Gontier-sur-Mayenne-1                               | CC du Pays de Château-Gontier | 47,73            | 1 280 (2022)                      | 27                 | modifier les données · modifier les données |
| Le Bignon-du-Maine          | 53030      | 53170       | Château-Gontier | Meslay-du-Maine                                             | CC du Pays de Meslay-Grez     | 14,29            | 320 (2022)                        | 22                 | modifier les données · modifier les données |
| La Bigottière               | 53031      | 53240       | Mayenne         | Ernée                                                       | CC de l'Ernée                 | 18,40            | 490 (2022)                        | 27                 | modifier les données · modifier les données |
| Blandouet-Saint Jean        | 53228      | 53270       | Mayenne         | Meslay-du-Maine                                             | CC des Coëvrons               | 36,72            | 556 (2022)                        | 15                 | modifier les données · modifier les données |
| La Boissière                | 53033      | 53800       | Château-Gontier | Cossé-le-Vivien                                             | CC du Pays de Craon           | 6,32             | 116 (2022)                        | 18                 | modifier les données · modifier les données |
| Bonchamp-lès-Laval          | 53034      | 53960       | Laval           | Bonchamp-lès-Laval                                          | CA Laval Agglomération        | 27,51            | 6 294 (2022)                      | 229                | modifier les données · modifier les données |
| Bouchamps-lès-Craon         | 53035      | 53800       | Château-Gontier | Château-Gontier-sur-Mayenne-2                               | CC du Pays de Craon           | 18,15            | 611 (2022)                        | 34                 | modifier les données · modifier les données |
| Bouère                      | 53036      | 53290       | Château-Gontier | Meslay-du-Maine                                             | CC du Pays de Meslay-Grez     | 42,54            | 1 066 (2022)                      | 25                 | modifier les données · modifier les données |
| Bouessay                    | 53037      | 53290       | Château-Gontier | Meslay-du-Maine                                             | CC du Pays Sabolien           | 9,34             | 718 (2022)                        | 77                 | modifier les données · modifier les données |
| Boulay-les-Ifs              | 53038      | 53370       | Mayenne         | Villaines-la-Juhel                                          | CC du Mont des Avaloirs       | 9,05             | 136 (2022)                        | 15                 | modifier les données · modifier les données |
| Le Bourgneuf-la-Forêt       | 53039      | 53410       | Laval           | Loiron-Ruillé                                               | CA Laval Agglomération        | 28,60            | 1 726 (2022)                      | 60                 | modifier les données · modifier les données |
| Bourgon                     | 53040      | 53410       | Laval           | Loiron-Ruillé                                               | CA Laval Agglomération        | 20,97            | 618 (2022)                        | 29                 | modifier les données · modifier les données |
| Brains-sur-les-Marches      | 53041      | 53350       | Château-Gontier | Cossé-le-Vivien                                             | CC du Pays de Craon           | 7,68             | 276 (2022)                        | 36                 | modifier les données · modifier les données |
| Brecé                       | 53042      | 53120       | Mayenne         | Gorron                                                      | CC du Bocage Mayennais        | 35,27            | 833 (2022)                        | 24                 | modifier les données · modifier les données |
| Brée                        | 53043      | 53150       | Mayenne         | Évron                                                       | CC des Coëvrons               | 16,41            | 584 (2022)                        | 36                 | modifier les données · modifier les données |
| La Brûlatte                 | 53045      | 53410       | Laval           | Loiron-Ruillé                                               | CA Laval Agglomération        | 15,24            | 674 (2022)                        | 44                 | modifier les données · modifier les données |
| Le Buret                    | 53046      | 53170       | Château-Gontier | Meslay-du-Maine                                             | CC du Pays de Meslay-Grez     | 12,92            | 313 (2022)                        | 24                 | modifier les données · modifier les données |
| Carelles                    | 53047      | 53120       | Mayenne         | Gorron                                                      | CC du Bocage Mayennais        | 13,23            | 254 (2022)                        | 19                 | modifier les données · modifier les données |
| Chailland                   | 53048      | 53420       | Mayenne         | Ernée                                                       | CC de l'Ernée                 | 35,86            | 1 173 (2022)                      | 33                 | modifier les données · modifier les données |
| Châlons-du-Maine            | 53049      | 53470       | Laval           | Bonchamp-lès-Laval                                          | CA Laval Agglomération        | 9,66             | 691 (2022)                        | 72                 | modifier les données · modifier les données |
| Champéon                    | 53051      | 53640       | Mayenne         | Lassay-les-Châteaux                                         | CC Mayenne Communauté         | 21,15            | 624 (2022)                        | 30                 | modifier les données · modifier les données |
| Champfrémont                | 53052      | 53370       | Mayenne         | Villaines-la-Juhel                                          | CC du Mont des Avaloirs       | 13,13            | 282 (2022)                        | 21                 | modifier les données · modifier les données |
| Champgenéteux               | 53053      | 53160       | Mayenne         | Évron                                                       | CC des Coëvrons               | 25,11            | 495 (2022)                        | 20                 | modifier les données · modifier les données |
| Changé                      | 53054      | 53810       | Laval           | Saint-Berthevin                                             | CA Laval Agglomération        | 34,68            | 6 482 (2022)                      | 187                | modifier les données · modifier les données |
| Chantrigné                  | 53055      | 53300       | Mayenne         | Gorron                                                      | CC du Bocage Mayennais        | 18,62            | 599 (2022)                        | 32                 | modifier les données · modifier les données |
| La Chapelle-Anthenaise      | 53056      | 53950       | Laval           | Bonchamp-lès-Laval                                          | CA Laval Agglomération        | 19,89            | 963 (2022)                        | 48                 | modifier les données · modifier les données |
| La Chapelle-au-Riboul       | 53057      | 53440       | Mayenne         | Lassay-les-Châteaux                                         | CC Mayenne Communauté         | 13,10            | 503 (2022)                        | 38                 | modifier les données · modifier les données |
| La Chapelle-Craonnaise      | 53058      | 53230       | Château-Gontier | Cossé-le-Vivien                                             | CC du Pays de Craon           | 10,32            | 315 (2022)                        | 31                 | modifier les données · modifier les données |
| La Chapelle-Rainsouin       | 53059      | 53150       | Mayenne         | Meslay-du-Maine                                             | CC des Coëvrons               | 18,05            | 413 (2022)                        | 23                 | modifier les données · modifier les données |
| Charchigné                  | 53061      | 53250       | Mayenne         | Lassay-les-Châteaux                                         | CC Mayenne Communauté         | 14,91            | 455 (2022)                        | 31                 | modifier les données · modifier les données |
| Château-Gontier-sur-Mayenne | 53062      | 53200       | Château-Gontier | Château-Gontier-sur-Mayenne-1 Château-Gontier-sur-Mayenne-2 | CC du Pays de Château-Gontier | 68,49            | 16 539 (2022)                     | 241                | modifier les données · modifier les données |
| Châtelain                   | 53063      | 53200       | Château-Gontier | Château-Gontier-sur-Mayenne-1                               | CC du Pays de Château-Gontier | 13,91            | 464 (2022)                        | 33                 | modifier les données · modifier les données |
| Châtillon-sur-Colmont       | 53064      | 53100       | Mayenne         | Gorron                                                      | CC du Bocage Mayennais        | 39,62            | 960 (2022)                        | 24                 | modifier les données · modifier les données |
| Chemazé                     | 53066      | 53200       | Château-Gontier | Château-Gontier-sur-Mayenne-1                               | CC du Pays de Château-Gontier | 38,54            | 1 363 (2022)                      | 35                 | modifier les données · modifier les données |
| Chémeré-le-Roi              | 53067      | 53340       | Château-Gontier | Meslay-du-Maine                                             | CC du Pays de Meslay-Grez     | 15,18            | 433 (2022)                        | 29                 | modifier les données · modifier les données |
| Chérancé                    | 53068      | 53400       | Château-Gontier | Château-Gontier-sur-Mayenne-2                               | CC du Pays de Craon           | 8,73             | 155 (2022)                        | 18                 | modifier les données · modifier les données |
| Chevaigné-du-Maine          | 53069      | 53250       | Mayenne         | Villaines-la-Juhel                                          | CC du Mont des Avaloirs       | 13,05            | 152 (2022)                        | 12                 | modifier les données · modifier les données |
| Colombiers-du-Plessis       | 53071      | 53120       | Mayenne         | Gorron                                                      | CC du Bocage Mayennais        | 21,97            | 477 (2022)                        | 22                 | modifier les données · modifier les données |
| Commer                      | 53072      | 53470       | Mayenne         | Lassay-les-Châteaux                                         | CC Mayenne Communauté         | 22,88            | 1 289 (2022)                      | 56                 | modifier les données · modifier les données |
| Congrier                    | 53073      | 53800       | Château-Gontier | Cossé-le-Vivien                                             | CC du Pays de Craon           | 24,28            | 919 (2022)                        | 38                 | modifier les données · modifier les données |
| Contest                     | 53074      | 53100       | Mayenne         | Mayenne                                                     | CC Mayenne Communauté         | 22,96            | 840 (2022)                        | 37                 | modifier les données · modifier les données |
| Cosmes                      | 53075      | 53230       | Château-Gontier | Cossé-le-Vivien                                             | CC du Pays de Craon           | 13,68            | 298 (2022)                        | 22                 | modifier les données · modifier les données |
| Cossé-en-Champagne          | 53076      | 53340       | Château-Gontier | Meslay-du-Maine                                             | CC du Pays de Meslay-Grez     | 20,88            | 307 (2022)                        | 15                 | modifier les données · modifier les données |
| Cossé-le-Vivien             | 53077      | 53230       | Château-Gontier | Cossé-le-Vivien                                             | CC du Pays de Craon           | 44,41            | 3 208 (2022)                      | 72                 | modifier les données · modifier les données |
| Coudray                     | 53078      | 53200       | Château-Gontier | Château-Gontier-sur-Mayenne-1                               | CC du Pays de Château-Gontier | 11,01            | 867 (2022)                        | 79                 | modifier les données · modifier les données |
| Couesmes-Vaucé              | 53079      | 53300       | Mayenne         | Gorron                                                      | CC du Bocage Mayennais        | 19,13            | 377 (2022)                        | 20                 | modifier les données · modifier les données |
| Couptrain                   | 53080      | 53250       | Mayenne         | Villaines-la-Juhel                                          | CC du Mont des Avaloirs       | 0,71             | 114 (2022)                        | 161                | modifier les données · modifier les données |
| Courbeveille                | 53082      | 53230       | Château-Gontier | Cossé-le-Vivien                                             | CC du Pays de Craon           | 18,02            | 633 (2022)                        | 35                 | modifier les données · modifier les données |
| Courcité                    | 53083      | 53700       | Mayenne         | Villaines-la-Juhel                                          | CC du Mont des Avaloirs       | 30,69            | 808 (2022)                        | 26                 | modifier les données · modifier les données |
| Craon                       | 53084      | 53400       | Château-Gontier | Château-Gontier-sur-Mayenne-2                               | CC du Pays de Craon           | 24,56            | 4 415 (2022)                      | 180                | modifier les données · modifier les données |
| Crennes-sur-Fraubée         | 53085      | 53700       | Mayenne         | Villaines-la-Juhel                                          | CC du Mont des Avaloirs       | 12,77            | 197 (2022)                        | 15                 | modifier les données · modifier les données |
| La Croixille                | 53086      | 53380       | Mayenne         | Ernée                                                       | CC de l'Ernée                 | 19,91            | 633 (2022)                        | 32                 | modifier les données · modifier les données |
| La Cropte                   | 53087      | 53170       | Château-Gontier | Meslay-du-Maine                                             | CC du Pays de Meslay-Grez     | 14,15            | 226 (2022)                        | 16                 | modifier les données · modifier les données |
| Cuillé                      | 53088      | 53540       | Château-Gontier | Cossé-le-Vivien                                             | CC du Pays de Craon           | 21,66            | 853 (2022)                        | 39                 | modifier les données · modifier les données |
| Daon                        | 53089      | 53200       | Château-Gontier | Château-Gontier-sur-Mayenne-1                               | CC du Pays de Château-Gontier | 17,93            | 533 (2022)                        | 30                 | modifier les données · modifier les données |
| Denazé                      | 53090      | 53400       | Château-Gontier | Château-Gontier-sur-Mayenne-2                               | CC du Pays de Craon           | 9,30             | 184 (2022)                        | 20                 | modifier les données · modifier les données |
| Désertines                  | 53091      | 53190       | Mayenne         | Gorron                                                      | CC du Bocage Mayennais        | 26,03            | 461 (2022)                        | 18                 | modifier les données · modifier les données |
| La Dorée                    | 53093      | 53190       | Mayenne         | Gorron                                                      | CC du Bocage Mayennais        | 17,84            | 288 (2022)                        | 16                 | modifier les données · modifier les données |
| Entrammes                   | 53094      | 53260       | Laval           | L'Huisserie                                                 | CA Laval Agglomération        | 26,16            | 2 278 (2022)                      | 87                 | modifier les données · modifier les données |
| Ernée                       | 53096      | 53500       | Mayenne         | Ernée                                                       | CC de l'Ernée                 | 36,53            | 5 511 (2022)                      | 151                | modifier les données · modifier les données |
| Évron                       | 53097      | 53150 53600 | Mayenne         | Évron                                                       | CC des Coëvrons               | 68,24            | 8 380 (2022)                      | 123                | modifier les données · modifier les données |
| Fontaine-Couverte           | 53098      | 53350       | Château-Gontier | Cossé-le-Vivien                                             | CC du Pays de Craon           | 21,65            | 423 (2022)                        | 20                 | modifier les données · modifier les données |
| Forcé                       | 53099      | 53260       | Laval           | L'Huisserie                                                 | CA Laval Agglomération        | 4,94             | 1 096 (2022)                      | 222                | modifier les données · modifier les données |
| Fougerolles-du-Plessis      | 53100      | 53190       | Mayenne         | Gorron                                                      | CC du Bocage Mayennais        | 33,29            | 1 186 (2022)                      | 36                 | modifier les données · modifier les données |
| Fromentières                | 53101      | 53200       | Château-Gontier | Château-Gontier-sur-Mayenne-1                               | CC du Pays de Château-Gontier | 22,06            | 838 (2022)                        | 38                 | modifier les données · modifier les données |
| Gastines                    | 53102      | 53540       | Château-Gontier | Cossé-le-Vivien                                             | CC du Pays de Craon           | 8,85             | 166 (2022)                        | 19                 | modifier les données · modifier les données |
| Le Genest-Saint-Isle        | 53103      | 53940       | Laval           | Loiron-Ruillé                                               | CA Laval Agglomération        | 18,59            | 2 127 (2022)                      | 114                | modifier les données · modifier les données |
| Gennes-Longuefuye           | 53104      | 53200       | Château-Gontier | Château-Gontier-sur-Mayenne-1                               | CC du Pays de Château-Gontier | 40,29            | 1 351 (2022)                      | 34                 | modifier les données · modifier les données |
| Gesnes                      | 53105      | 53150       | Mayenne         | Bonchamp-lès-Laval                                          | CC des Coëvrons               | 11,21            | 238 (2022)                        | 21                 | modifier les données · modifier les données |
| Gesvres                     | 53106      | 53370       | Mayenne         | Villaines-la-Juhel                                          | CC du Mont des Avaloirs       | 21,78            | 541 (2022)                        | 25                 | modifier les données · modifier les données |
| Gorron                      | 53107      | 53120       | Mayenne         | Gorron                                                      | CC du Bocage Mayennais        | 14,32            | 2 475 (2022)                      | 173                | modifier les données · modifier les données |
| La Gravelle                 | 53108      | 53410       | Laval           | Loiron-Ruillé                                               | CA Laval Agglomération        | 6,23             | 570 (2022)                        | 91                 | modifier les données · modifier les données |
| Grazay                      | 53109      | 53440       | Mayenne         | Lassay-les-Châteaux                                         | CC Mayenne Communauté         | 16,97            | 626 (2022)                        | 37                 | modifier les données · modifier les données |
| Grez-en-Bouère              | 53110      | 53290       | Château-Gontier | Meslay-du-Maine                                             | CC du Pays de Meslay-Grez     | 27,29            | 977 (2022)                        | 36                 | modifier les données · modifier les données |
| La Haie-Traversaine         | 53111      | 53300       | Mayenne         | Lassay-les-Châteaux                                         | CC Mayenne Communauté         | 10,70            | 466 (2022)                        | 44                 | modifier les données · modifier les données |
| Le Ham                      | 53112      | 53250       | Mayenne         | Villaines-la-Juhel                                          | CC du Mont des Avaloirs       | 25,28            | 343 (2022)                        | 14                 | modifier les données · modifier les données |
| Hambers                     | 53113      | 53160       | Mayenne         | Évron                                                       | CC des Coëvrons               | 25,93            | 625 (2022)                        | 24                 | modifier les données · modifier les données |
| Hardanges                   | 53114      | 53640       | Mayenne         | Lassay-les-Châteaux                                         | CC Mayenne Communauté         | 18,48            | 172 (2022)                        | 9,3                | modifier les données · modifier les données |
| Hercé                       | 53115      | 53120       | Mayenne         | Gorron                                                      | CC du Bocage Mayennais        | 10,20            | 305 (2022)                        | 30                 | modifier les données · modifier les données |
| Le Horps                    | 53116      | 53640       | Mayenne         | Lassay-les-Châteaux                                         | CC Mayenne Communauté         | 23,27            | 721 (2022)                        | 31                 | modifier les données · modifier les données |
| Houssay                     | 53117      | 53360       | Château-Gontier | Château-Gontier-sur-Mayenne-1                               | CC du Pays de Château-Gontier | 14,26            | 496 (2022)                        | 35                 | modifier les données · modifier les données |
| Le Housseau-Brétignolles    | 53118      | 53110       | Mayenne         | Lassay-les-Châteaux                                         | CC Mayenne Communauté         | 9,31             | 228 (2022)                        | 24                 | modifier les données · modifier les données |
| L'Huisserie                 | 53119      | 53970       | Laval           | L'Huisserie                                                 | CA Laval Agglomération        | 14,72            | 4 554 (2022)                      | 309                | modifier les données · modifier les données |
| Izé                         | 53120      | 53160       | Mayenne         | Évron                                                       | CC des Coëvrons               | 28,15            | 458 (2022)                        | 16                 | modifier les données · modifier les données |
| Javron-les-Chapelles        | 53121      | 53250       | Mayenne         | Villaines-la-Juhel                                          | CC du Mont des Avaloirs       | 38,13            | 1 343 (2022)                      | 35                 | modifier les données · modifier les données |
| Jublains                    | 53122      | 53160       | Mayenne         | Lassay-les-Châteaux                                         | CC Mayenne Communauté         | 36,01            | 756 (2022)                        | 21                 | modifier les données · modifier les données |
| Juvigné                     | 53123      | 53380       | Mayenne         | Ernée                                                       | CC de l'Ernée                 | 62,16            | 1 332 (2022)                      | 21                 | modifier les données · modifier les données |
| Landivy                     | 53125      | 53190       | Mayenne         | Gorron                                                      | CC du Bocage Mayennais        | 28,54            | 1 100 (2022)                      | 39                 | modifier les données · modifier les données |
| Larchamp                    | 53126      | 53220       | Mayenne         | Ernée                                                       | CC de l'Ernée                 | 40,17            | 1 012 (2022)                      | 25                 | modifier les données · modifier les données |
| Lassay-les-Châteaux         | 53127      | 53110       | Mayenne         | Lassay-les-Châteaux                                         | CC Mayenne Communauté         | 57,63            | 2 243 (2022)                      | 39                 | modifier les données · modifier les données |
| Laubrières                  | 53128      | 53540       | Château-Gontier | Cossé-le-Vivien                                             | CC du Pays de Craon           | 8,31             | 322 (2022)                        | 39                 | modifier les données · modifier les données |
| Launay-Villiers             | 53129      | 53410       | Laval           | Loiron-Ruillé                                               | CA Laval Agglomération        | 9,05             | 358 (2022)                        | 40                 | modifier les données · modifier les données |
| Lesbois                     | 53131      | 53120       | Mayenne         | Gorron                                                      | CC du Bocage Mayennais        | 5,99             | 184 (2022)                        | 31                 | modifier les données · modifier les données |
| Levaré                      | 53132      | 53120       | Mayenne         | Gorron                                                      | CC du Bocage Mayennais        | 11,53            | 274 (2022)                        | 24                 | modifier les données · modifier les données |
| Lignières-Orgères           | 53133      | 53140       | Mayenne         | Villaines-la-Juhel                                          | CC du Mont des Avaloirs       | 40,89            | 710 (2022)                        | 17                 | modifier les données · modifier les données |
| Livet                       | 53134      | 53150       | Mayenne         | Évron                                                       | CC des Coëvrons               | 11,16            | 187 (2022)                        | 17                 | modifier les données · modifier les données |
| Livré-la-Touche             | 53135      | 53400       | Château-Gontier | Cossé-le-Vivien                                             | CC du Pays de Craon           | 30,08            | 728 (2022)                        | 24                 | modifier les données · modifier les données |
| Loiron-Ruillé               | 53137      | 53320       | Laval           | Loiron-Ruillé                                               | CA Laval Agglomération        | 39,86            | 2 724 (2022)                      | 68                 | modifier les données · modifier les données |
| Loupfougères                | 53139      | 53700       | Mayenne         | Villaines-la-Juhel                                          | CC du Mont des Avaloirs       | 18,76            | 410 (2022)                        | 22                 | modifier les données · modifier les données |
| Louverné                    | 53140      | 53950       | Laval           | Bonchamp-lès-Laval                                          | CA Laval Agglomération        | 20,58            | 4 345 (2022)                      | 211                | modifier les données · modifier les données |
| Louvigné                    | 53141      | 53210       | Laval           | L'Huisserie                                                 | CA Laval Agglomération        | 12,56            | 1 182 (2022)                      | 94                 | modifier les données · modifier les données |
| Madré                       | 53142      | 53250       | Mayenne         | Villaines-la-Juhel                                          | CC du Mont des Avaloirs       | 17,55            | 284 (2022)                        | 16                 | modifier les données · modifier les données |
| Maisoncelles-du-Maine       | 53143      | 53170       | Château-Gontier | Meslay-du-Maine                                             | CC du Pays de Meslay-Grez     | 15,83            | 510 (2022)                        | 32                 | modifier les données · modifier les données |
| Marcillé-la-Ville           | 53144      | 53440       | Mayenne         | Lassay-les-Châteaux                                         | CC Mayenne Communauté         | 26,96            | 750 (2022)                        | 28                 | modifier les données · modifier les données |
| Marigné-Peuton              | 53145      | 53200       | Château-Gontier | Château-Gontier-sur-Mayenne-2                               | CC du Pays de Château-Gontier | 16,61            | 543 (2022)                        | 33                 | modifier les données · modifier les données |
| Martigné-sur-Mayenne        | 53146      | 53470       | Mayenne         | Lassay-les-Châteaux                                         | CC Mayenne Communauté         | 31,61            | 1 884 (2022)                      | 60                 | modifier les données · modifier les données |
| Mayenne                     | 53147      | 53100       | Mayenne         | Mayenne                                                     | CC Mayenne Communauté         | 19,88            | 12 854 (2022)                     | 647                | modifier les données · modifier les données |
| Mée                         | 53148      | 53400       | Château-Gontier | Château-Gontier-sur-Mayenne-2                               | CC du Pays de Craon           | 8,75             | 230 (2022)                        | 26                 | modifier les données · modifier les données |
| Ménil                       | 53150      | 53200       | Château-Gontier | Château-Gontier-sur-Mayenne-1                               | CC du Pays de Château-Gontier | 28,70            | 907 (2022)                        | 32                 | modifier les données · modifier les données |
| Méral                       | 53151      | 53230       | Château-Gontier | Cossé-le-Vivien                                             | CC du Pays de Craon           | 29,50            | 1 075 (2022)                      | 36                 | modifier les données · modifier les données |
| Meslay-du-Maine             | 53152      | 53170       | Château-Gontier | Meslay-du-Maine                                             | CC du Pays de Meslay-Grez     | 24,18            | 2 784 (2022)                      | 115                | modifier les données · modifier les données |
| Mézangers                   | 53153      | 53600       | Mayenne         | Évron                                                       | CC des Coëvrons               | 29,34            | 625 (2022)                        | 21                 | modifier les données · modifier les données |
| Montaudin                   | 53154      | 53220       | Mayenne         | Gorron                                                      | CC du Bocage Mayennais        | 21,66            | 883 (2022)                        | 41                 | modifier les données · modifier les données |
| Montenay                    | 53155      | 53500       | Mayenne         | Ernée                                                       | CC de l'Ernée                 | 37,20            | 1 307 (2022)                      | 35                 | modifier les données · modifier les données |
| Montflours                  | 53156      | 53240       | Laval           | Bonchamp-lès-Laval                                          | CA Laval Agglomération        | 7,93             | 250 (2022)                        | 32                 | modifier les données · modifier les données |
| Montigné-le-Brillant        | 53157      | 53970       | Laval           | L'Huisserie                                                 | CA Laval Agglomération        | 18,05            | 1 342 (2022)                      | 74                 | modifier les données · modifier les données |
| Montjean                    | 53158      | 53320       | Laval           | Loiron-Ruillé                                               | CA Laval Agglomération        | 19,75            | 1 030 (2022)                      | 52                 | modifier les données · modifier les données |
| Montreuil-Poulay            | 53160      | 53640       | Mayenne         | Lassay-les-Châteaux                                         | CC Mayenne Communauté         | 16,24            | 374 (2022)                        | 23                 | modifier les données · modifier les données |
| Montsûrs                    | 53161      | 53150       | Mayenne         | Évron                                                       | CC des Coëvrons               | 68,14            | 3 192 (2022)                      | 47                 | modifier les données · modifier les données |
| Moulay                      | 53162      | 53100       | Mayenne         | Lassay-les-Châteaux                                         | CC Mayenne Communauté         | 8,66             | 977 (2022)                        | 113                | modifier les données · modifier les données |
| Neau                        | 53163      | 53150       | Mayenne         | Évron                                                       | CC des Coëvrons               | 12,65            | 757 (2022)                        | 60                 | modifier les données · modifier les données |
| Neuilly-le-Vendin           | 53164      | 53250       | Mayenne         | Villaines-la-Juhel                                          | CC du Mont des Avaloirs       | 14,60            | 345 (2022)                        | 24                 | modifier les données · modifier les données |
| Niafles                     | 53165      | 53400       | Château-Gontier | Château-Gontier-sur-Mayenne-2                               | CC du Pays de Craon           | 8,00             | 347 (2022)                        | 43                 | modifier les données · modifier les données |
| Nuillé-sur-Vicoin           | 53168      | 53970       | Laval           | L'Huisserie                                                 | CA Laval Agglomération        | 23,59            | 1 250 (2022)                      | 53                 | modifier les données · modifier les données |
| Oisseau                     | 53170      | 53300       | Mayenne         | Gorron                                                      | CC du Bocage Mayennais        | 30,75            | 1 124 (2022)                      | 37                 | modifier les données · modifier les données |
| Olivet                      | 53169      | 53410       | Laval           | Loiron-Ruillé                                               | CA Laval Agglomération        | 9,97             | 406 (2022)                        | 41                 | modifier les données · modifier les données |
| Origné                      | 53172      | 53360       | Château-Gontier | Château-Gontier-sur-Mayenne-1                               | CC du Pays de Château-Gontier | 10,05            | 394 (2022)                        | 39                 | modifier les données · modifier les données |
| La Pallu                    | 53173      | 53140       | Mayenne         | Villaines-la-Juhel                                          | CC du Mont des Avaloirs       | 6,65             | 177 (2022)                        | 27                 | modifier les données · modifier les données |
| Parigné-sur-Braye           | 53174      | 53100       | Mayenne         | Mayenne                                                     | CC Mayenne Communauté         | 9,88             | 841 (2022)                        | 85                 | modifier les données · modifier les données |
| Parné-sur-Roc               | 53175      | 53260       | Laval           | L'Huisserie                                                 | CA Laval Agglomération        | 23,74            | 1 384 (2022)                      | 58                 | modifier les données · modifier les données |
| Le Pas                      | 53176      | 53300       | Mayenne         | Gorron                                                      | CC du Bocage Mayennais        | 21,90            | 522 (2022)                        | 24                 | modifier les données · modifier les données |
| La Pellerine                | 53177      | 53220       | Mayenne         | Ernée                                                       | CC de l'Ernée                 | 8,18             | 296 (2022)                        | 36                 | modifier les données · modifier les données |
| Peuton                      | 53178      | 53360       | Château-Gontier | Château-Gontier-sur-Mayenne-2                               | CC du Pays de Château-Gontier | 10,58            | 228 (2022)                        | 22                 | modifier les données · modifier les données |
| Placé                       | 53179      | 53240       | Mayenne         | Mayenne                                                     | CC Mayenne Communauté         | 25,25            | 354 (2022)                        | 14                 | modifier les données · modifier les données |
| Pommerieux                  | 53180      | 53400       | Château-Gontier | Château-Gontier-sur-Mayenne-2                               | CC du Pays de Craon           | 23,20            | 659 (2022)                        | 28                 | modifier les données · modifier les données |
| Pontmain                    | 53181      | 53220       | Mayenne         | Gorron                                                      | CC du Bocage Mayennais        | 7,17             | 808 (2022)                        | 113                | modifier les données · modifier les données |
| Port-Brillet                | 53182      | 53410       | Laval           | Loiron-Ruillé                                               | CA Laval Agglomération        | 8,10             | 1 816 (2022)                      | 224                | modifier les données · modifier les données |
| Pré-en-Pail-Saint-Samson    | 53185      | 53140       | Mayenne         | Villaines-la-Juhel                                          | CC du Mont des Avaloirs       | 58,22            | 2 300 (2022)                      | 40                 | modifier les données · modifier les données |
| Préaux                      | 53184      | 53340       | Château-Gontier | Meslay-du-Maine                                             | CC du Pays de Meslay-Grez     | 9,58             | 161 (2022)                        | 17                 | modifier les données · modifier les données |
| Prée-d'Anjou                | 53124      | 53200       | Château-Gontier | Château-Gontier-sur-Mayenne-2                               | CC du Pays de Château-Gontier | 42,66            | 1 392 (2022)                      | 33                 | modifier les données · modifier les données |
| Quelaines-Saint-Gault       | 53186      | 53360       | Château-Gontier | Cossé-le-Vivien                                             | CC du Pays de Craon           | 42,25            | 2 141 (2022)                      | 51                 | modifier les données · modifier les données |
| Ravigny                     | 53187      | 53370       | Mayenne         | Villaines-la-Juhel                                          | CC du Mont des Avaloirs       | 6,54             | 230 (2022)                        | 35                 | modifier les données · modifier les données |
| Renazé                      | 53188      | 53800       | Château-Gontier | Cossé-le-Vivien                                             | CC du Pays de Craon           | 16,72            | 2 506 (2022)                      | 150                | modifier les données · modifier les données |
| Rennes-en-Grenouilles       | 53189      | 53110       | Mayenne         | Lassay-les-Châteaux                                         | CC Mayenne Communauté         | 7,86             | 111 (2022)                        | 14                 | modifier les données · modifier les données |
| Le Ribay                    | 53190      | 53640       | Mayenne         | Lassay-les-Châteaux                                         | CC Mayenne Communauté         | 17,36            | 464 (2022)                        | 27                 | modifier les données · modifier les données |
| La Roche-Neuville           | 53136      | 53200 53360 | Château-Gontier | Château-Gontier-sur-Mayenne-1                               | CC du Pays de Château-Gontier | 28,67            | 1 227 (2022)                      | 43                 | modifier les données · modifier les données |
| La Roë                      | 53191      | 53350       | Château-Gontier | Cossé-le-Vivien                                             | CC du Pays de Craon           | 8,76             | 250 (2022)                        | 29                 | modifier les données · modifier les données |
| La Rouaudière               | 53192      | 53390       | Château-Gontier | Cossé-le-Vivien                                             | CC du Pays de Craon           | 19,02            | 311 (2022)                        | 16                 | modifier les données · modifier les données |
| Ruillé-Froid-Fonds          | 53193      | 53170       | Château-Gontier | Meslay-du-Maine                                             | CC du Pays de Meslay-Grez     | 23,56            | 575 (2022)                        | 24                 | modifier les données · modifier les données |
| Sacé                        | 53195      | 53470       | Mayenne         | Bonchamp-lès-Laval                                          | CC Mayenne Communauté         | 12,46            | 484 (2022)                        | 39                 | modifier les données · modifier les données |
| Saint-Aignan-de-Couptrain   | 53196      | 53250       | Mayenne         | Villaines-la-Juhel                                          | CC du Mont des Avaloirs       | 17,42            | 350 (2022)                        | 20                 | modifier les données · modifier les données |
| Saint-Aignan-sur-Roë        | 53197      | 53390       | Château-Gontier | Cossé-le-Vivien                                             | CC du Pays de Craon           | 18,19            | 934 (2022)                        | 51                 | modifier les données · modifier les données |
| Saint-Aubin-du-Désert       | 53198      | 53700       | Mayenne         | Villaines-la-Juhel                                          | CC du Mont des Avaloirs       | 12,83            | 223 (2022)                        | 17                 | modifier les données · modifier les données |
| Saint-Aubin-Fosse-Louvain   | 53199      | 53120       | Mayenne         | Gorron                                                      | CC du Bocage Mayennais        | 14,37            | 212 (2022)                        | 15                 | modifier les données · modifier les données |
| Saint-Baudelle              | 53200      | 53100       | Mayenne         | Mayenne                                                     | CC Mayenne Communauté         | 7,17             | 1 181 (2022)                      | 165                | modifier les données · modifier les données |
| Saint-Berthevin             | 53201      | 53940       | Laval           | Saint-Berthevin                                             | CA Laval Agglomération        | 32,11            | 7 384 (2022)                      | 230                | modifier les données · modifier les données |
| Saint-Berthevin-la-Tannière | 53202      | 53220       | Mayenne         | Gorron                                                      | CC du Bocage Mayennais        | 17,64            | 294 (2022)                        | 17                 | modifier les données · modifier les données |
| Saint-Brice                 | 53203      | 53290       | Château-Gontier | Meslay-du-Maine                                             | CC du Pays de Meslay-Grez     | 13,23            | 524 (2022)                        | 40                 | modifier les données · modifier les données |
| Saint-Calais-du-Désert      | 53204      | 53140       | Mayenne         | Villaines-la-Juhel                                          | CC du Mont des Avaloirs       | 17,20            | 399 (2022)                        | 23                 | modifier les données · modifier les données |
| Saint-Charles-la-Forêt      | 53206      | 53170       | Château-Gontier | Meslay-du-Maine                                             | CC du Pays de Meslay-Grez     | 10,61            | 219 (2022)                        | 21                 | modifier les données · modifier les données |
| Saint-Cyr-en-Pail           | 53208      | 53140       | Mayenne         | Villaines-la-Juhel                                          | CC du Mont des Avaloirs       | 20,65            | 502 (2022)                        | 24                 | modifier les données · modifier les données |
| Saint-Cyr-le-Gravelais      | 53209      | 53320       | Laval           | Loiron-Ruillé                                               | CA Laval Agglomération        | 19,82            | 559 (2022)                        | 28                 | modifier les données · modifier les données |
| Saint-Denis-d'Anjou         | 53210      | 53290       | Château-Gontier | Château-Gontier-sur-Mayenne-1                               | CC du Pays de Château-Gontier | 41,89            | 1 512 (2022)                      | 36                 | modifier les données · modifier les données |
| Saint-Denis-de-Gastines     | 53211      | 53500       | Mayenne         | Ernée                                                       | CC de l'Ernée                 | 48,01            | 1 440 (2022)                      | 30                 | modifier les données · modifier les données |
| Saint-Denis-du-Maine        | 53212      | 53170       | Château-Gontier | Meslay-du-Maine                                             | CC du Pays de Meslay-Grez     | 14,55            | 456 (2022)                        | 31                 | modifier les données · modifier les données |
| Saint-Ellier-du-Maine       | 53213      | 53220       | Mayenne         | Gorron                                                      | CC du Bocage Mayennais        | 17,49            | 496 (2022)                        | 28                 | modifier les données · modifier les données |
| Saint-Erblon                | 53214      | 53390       | Château-Gontier | Cossé-le-Vivien                                             | CC du Pays de Craon           | 5,68             | 154 (2022)                        | 27                 | modifier les données · modifier les données |
| Saint-Fraimbault-de-Prières | 53216      | 53300       | Mayenne         | Lassay-les-Châteaux                                         | CC Mayenne Communauté         | 16,85            | 946 (2022)                        | 56                 | modifier les données · modifier les données |
| Saint-Georges-Buttavent     | 53219      | 53100       | Mayenne         | Mayenne                                                     | CC Mayenne Communauté         | 36,87            | 1 381 (2022)                      | 37                 | modifier les données · modifier les données |
| Saint-Georges-le-Fléchard   | 53220      | 53480       | Mayenne         | Meslay-du-Maine                                             | CC des Coëvrons               | 8,44             | 378 (2022)                        | 45                 | modifier les données · modifier les données |
| Saint-Georges-sur-Erve      | 53221      | 53600       | Mayenne         | Évron                                                       | CC des Coëvrons               | 20,17            | 394 (2022)                        | 20                 | modifier les données · modifier les données |
| Saint-Germain-d'Anxure      | 53222      | 53240       | Mayenne         | Mayenne                                                     | CC Mayenne Communauté         | 10,35            | 365 (2022)                        | 35                 | modifier les données · modifier les données |
| Saint-Germain-de-Coulamer   | 53223      | 53700       | Mayenne         | Villaines-la-Juhel                                          | CC du Mont des Avaloirs       | 17,72            | 329 (2022)                        | 19                 | modifier les données · modifier les données |
| Saint-Germain-le-Fouilloux  | 53224      | 53240       | Laval           | Saint-Berthevin                                             | CA Laval Agglomération        | 15,48            | 1 179 (2022)                      | 76                 | modifier les données · modifier les données |
| Saint-Germain-le-Guillaume  | 53225      | 53240       | Mayenne         | Ernée                                                       | CC de l'Ernée                 | 13,23            | 513 (2022)                        | 39                 | modifier les données · modifier les données |
| Saint-Hilaire-du-Maine      | 53226      | 53380       | Mayenne         | Ernée                                                       | CC de l'Ernée                 | 31,06            | 808 (2022)                        | 26                 | modifier les données · modifier les données |
| Saint-Jean-sur-Mayenne      | 53229      | 53240       | Laval           | Saint-Berthevin                                             | CA Laval Agglomération        | 17,81            | 1 689 (2022)                      | 95                 | modifier les données · modifier les données |
| Saint-Julien-du-Terroux     | 53230      | 53110       | Mayenne         | Lassay-les-Châteaux                                         | CC Mayenne Communauté         | 11,29            | 257 (2022)                        | 23                 | modifier les données · modifier les données |
| Saint-Léger                 | 53232      | 53480       | Mayenne         | Meslay-du-Maine                                             | CC des Coëvrons               | 17,22            | 323 (2022)                        | 19                 | modifier les données · modifier les données |
| Saint-Loup-du-Dorat         | 53233      | 53290       | Château-Gontier | Meslay-du-Maine                                             | CC du Pays de Meslay-Grez     | 8,29             | 335 (2022)                        | 40                 | modifier les données · modifier les données |
| Saint-Loup-du-Gast          | 53234      | 53300       | Mayenne         | Gorron                                                      | CC du Bocage Mayennais        | 9,98             | 321 (2022)                        | 32                 | modifier les données · modifier les données |
| Saint-Mars-du-Désert        | 53236      | 53700       | Mayenne         | Villaines-la-Juhel                                          | CC du Mont des Avaloirs       | 11,87            | 166 (2022)                        | 14                 | modifier les données · modifier les données |
| Saint-Mars-sur-Colmont      | 53237      | 53300       | Mayenne         | Gorron                                                      | CC du Bocage Mayennais        | 16,39            | 440 (2022)                        | 27                 | modifier les données · modifier les données |
| Saint-Mars-sur-la-Futaie    | 53238      | 53220       | Mayenne         | Gorron                                                      | CC du Bocage Mayennais        | 21,45            | 521 (2022)                        | 24                 | modifier les données · modifier les données |
| Saint-Martin-du-Limet       | 53240      | 53800       | Château-Gontier | Cossé-le-Vivien                                             | CC du Pays de Craon           | 12,36            | 425 (2022)                        | 34                 | modifier les données · modifier les données |
| Saint-Michel-de-la-Roë      | 53242      | 53350       | Château-Gontier | Cossé-le-Vivien                                             | CC du Pays de Craon           | 13,22            | 255 (2022)                        | 19                 | modifier les données · modifier les données |
| Saint-Ouën-des-Toits        | 53243      | 53410       | Laval           | Loiron-Ruillé                                               | CA Laval Agglomération        | 21,26            | 1 782 (2022)                      | 84                 | modifier les données · modifier les données |
| Saint-Pierre-des-Landes     | 53245      | 53500       | Mayenne         | Ernée                                                       | CC de l'Ernée                 | 40,90            | 927 (2022)                        | 23                 | modifier les données · modifier les données |
| Saint-Pierre-des-Nids       | 53246      | 53370       | Mayenne         | Villaines-la-Juhel                                          | CC du Mont des Avaloirs       | 37,34            | 1 761 (2022)                      | 47                 | modifier les données · modifier les données |
| Saint-Pierre-la-Cour        | 53247      | 53410       | Laval           | Loiron-Ruillé                                               | CA Laval Agglomération        | 15,69            | 2 313 (2022)                      | 147                | modifier les données · modifier les données |
| Saint-Pierre-sur-Erve       | 53248      | 53270       | Mayenne         | Meslay-du-Maine                                             | CC des Coëvrons               | 9,74             | 132 (2022)                        | 14                 | modifier les données · modifier les données |
| Saint-Poix                  | 53250      | 53540       | Château-Gontier | Cossé-le-Vivien                                             | CC du Pays de Craon           | 7,38             | 391 (2022)                        | 53                 | modifier les données · modifier les données |
| Saint-Quentin-les-Anges     | 53251      | 53400       | Château-Gontier | Château-Gontier-sur-Mayenne-2                               | CC du Pays de Craon           | 17,81            | 475 (2022)                        | 27                 | modifier les données · modifier les données |
| Saint-Saturnin-du-Limet     | 53253      | 53800       | Château-Gontier | Cossé-le-Vivien                                             | CC du Pays de Craon           | 10,70            | 518 (2022)                        | 48                 | modifier les données · modifier les données |
| Saint-Thomas-de-Courceriers | 53256      | 53160       | Mayenne         | Évron                                                       | CC des Coëvrons               | 12,95            | 162 (2022)                        | 13                 | modifier les données · modifier les données |
| Sainte-Gemmes-le-Robert     | 53218      | 53600       | Mayenne         | Évron                                                       | CC des Coëvrons               | 35,62            | 770 (2022)                        | 22                 | modifier les données · modifier les données |
| Sainte-Marie-du-Bois        | 53235      | 53110       | Mayenne         | Lassay-les-Châteaux                                         | CC Mayenne Communauté         | 11,34            | 228 (2022)                        | 20                 | modifier les données · modifier les données |
| Sainte-Suzanne-et-Chammes   | 53255      | 53270       | Mayenne         | Meslay-du-Maine                                             | CC des Coëvrons               | 44,20            | 1 197 (2022)                      | 27                 | modifier les données · modifier les données |
| Saulges                     | 53257      | 53340       | Mayenne         | Meslay-du-Maine                                             | CC des Coëvrons               | 21,81            | 328 (2022)                        | 15                 | modifier les données · modifier les données |
| La Selle-Craonnaise         | 53258      | 53800       | Château-Gontier | Cossé-le-Vivien                                             | CC du Pays de Craon           | 29,17            | 901 (2022)                        | 31                 | modifier les données · modifier les données |
| Senonnes                    | 53259      | 53390       | Château-Gontier | Cossé-le-Vivien                                             | CC du Pays de Craon           | 13,13            | 376 (2022)                        | 29                 | modifier les données · modifier les données |
| Simplé                      | 53260      | 53360       | Château-Gontier | Cossé-le-Vivien                                             | CC du Pays de Craon           | 9,10             | 386 (2022)                        | 42                 | modifier les données · modifier les données |
| Soucé                       | 53261      | 53300       | Mayenne         | Gorron                                                      | CC du Bocage Mayennais        | 6,67             | 149 (2022)                        | 22                 | modifier les données · modifier les données |
| Soulgé-sur-Ouette           | 53262      | 53210       | Laval           | L'Huisserie                                                 | CA Laval Agglomération        | 22,94            | 1 060 (2022)                      | 46                 | modifier les données · modifier les données |
| Thorigné-en-Charnie         | 53264      | 53270       | Mayenne         | Meslay-du-Maine                                             | CC des Coëvrons               | 17,57            | 190 (2022)                        | 11                 | modifier les données · modifier les données |
| Thubœuf                     | 53263      | 53110       | Mayenne         | Lassay-les-Châteaux                                         | CC Mayenne Communauté         | 13,88            | 270 (2022)                        | 19                 | modifier les données · modifier les données |
| Torcé-Viviers-en-Charnie    | 53265      | 53270       | Mayenne         | Meslay-du-Maine                                             | CC des Coëvrons               | 48,77            | 770 (2022)                        | 16                 | modifier les données · modifier les données |
| Trans                       | 53266      | 53160       | Mayenne         | Évron                                                       | CC des Coëvrons               | 15,43            | 227 (2022)                        | 15                 | modifier les données · modifier les données |
| Vaiges                      | 53267      | 53480       | Mayenne         | Meslay-du-Maine                                             | CC des Coëvrons               | 36,26            | 1 164 (2022)                      | 32                 | modifier les données · modifier les données |
| Val-du-Maine                | 53017      | 53340       | Château-Gontier | Meslay-du-Maine                                             | CC du Pays de Meslay-Grez     | 23,67            | 971 (2022)                        | 41                 | modifier les données · modifier les données |
| Vautorte                    | 53269      | 53500       | Mayenne         | Ernée                                                       | CC de l'Ernée                 | 23,64            | 612 (2022)                        | 26                 | modifier les données · modifier les données |
| Vieuvy                      | 53270      | 53120       | Mayenne         | Gorron                                                      | CC du Bocage Mayennais        | 7,11             | 110 (2022)                        | 15                 | modifier les données · modifier les données |
| Villaines-la-Juhel          | 53271      | 53700       | Mayenne         | Villaines-la-Juhel                                          | CC du Mont des Avaloirs       | 28,90            | 2 682 (2022)                      | 93                 | modifier les données · modifier les données |
| Villepail                   | 53272      | 53250       | Mayenne         | Villaines-la-Juhel                                          | CC du Mont des Avaloirs       | 15,70            | 192 (2022)                        | 12                 | modifier les données · modifier les données |
| Villiers-Charlemagne        | 53273      | 53170       | Château-Gontier | Meslay-du-Maine                                             | CC du Pays de Meslay-Grez     | 27,57            | 1 080 (2022)                      | 39                 | modifier les données · modifier les données |
| Vimartin-sur-Orthe          | 53249      | 53160       | Mayenne         | Évron                                                       | CC des Coëvrons               | 71,92            | 1 107 (2022)                      | 15                 | modifier les données · modifier les données |
| Voutré                      | 53276      | 53600       | Mayenne         | Évron                                                       | CC des Coëvrons               | 18,57            | 905 (2022)                        | 49                 | modifier les données · modifier les données |
| Mayenne                     | 53         |             |                 |                                                             |                               | 5 175,00         | 305 437 (2022)                    | 59                 | modifier les données                        |